# Sam Giammalva
Sam "Sammy" Giammalva Sr., född 1 augusti 1934 i Houston, Texas är en amerikansk tidigare tennisspelare strax under den absoluta världstoppen aktiv under 1950-talet.

## Tenniskarriären
Sam Giammalva var framstående som juniorspelare och blev 1951 staten Texas junior- och seniormästare. Året därpå vann han juniortiteln i amerikanska inomhusmästerskapen i både singel och dubbel. Han upprepade den bedriften också säsongen därpå, 1953. 
Giammalvas framgångar fortsatte under de följande åren. Framförallt framgångsrik var han säsongerna 1956 till 1958. Han nådde 1957 finalen i NCAA Championship där han besegrades av landsmannen Barry MacKay med siffrorna 6–4, 3–6, 6–2, 3–6, 6–3. MacKay, som några år senare kom att rankas som USA:s främste tennisspelare, var Giammalvas flerfaldige dubbelpartner. Tillsammans nådde de 1958 dubbelfinalen i Grand Slam-turneringen Amerikanska mästerskapen. I finalen mötte de paret Alex Olmedo/Hamilton Richardson som vann med 6-4, 3-6, 6-3, 6-4.
Giammalva vann ett antal amerikanska singeltitlar, bland annat tre år i följd Southwest Conference tournament. Han nådde 1958 singelfinal i Amerikanska grusmästerskapen som spelades i Illinois. Han förlorade där mot landsmannen Bernard Bartzen. Han var finalist 1954 och 1958 i Cincinnati Masters. 
Giammalva deltog i det amerikanska Davis Cup-laget 1956-58. Han spelade totalt 10 matcher för laget av vilka han vann 7 av dem. Som singelspelare vann han fyra av fem matcher, bland annat över den italienske spelaren Orlando Sirola. Han spelade 5 dubbelmatcher tillsammans med Barry MacKay och Vic Seixas han vann 3 av dem. Säsongen 1958 deltog han i det slutsegrande amerikanska DC-laget .

## Spelaren och personen
Sam Giammalva fortsatte efter avslutad tävlingskarriär 1958 som professionell framgångsrik tränare för Rice University i Houston perioden 1959-72. Två av Giammalvas söner, Tony och Sam Jr. blev också professionella tennisspelare med framgångar på ATP-touren. Sam Jr. var den framgångsrikaste och nådde som bäst 28:e plats i singel.   
Från 1972 till sin pensionering var han tennisledare vid Metropolitan Club of Houston. 
Giammalva har i en intervju 2000 sagt att den största förändringen inom tennis jämfört med hans aktiva tid är utvecklingen av tennisracketarna. Detta har inneburit fundamentala förändringar i hur tennis spelas. I dag påminner slagtekniken i tennis mest om golfsvingar. Och i tennis liksom i andra idrotter är spelarna i dag större och starkare. 